# 1220.
1220. je tretje desetletje v 13. stoletju med letoma 1220 in 1229. 